# الكنيسة الإنجيلية الوطنية في الكويت

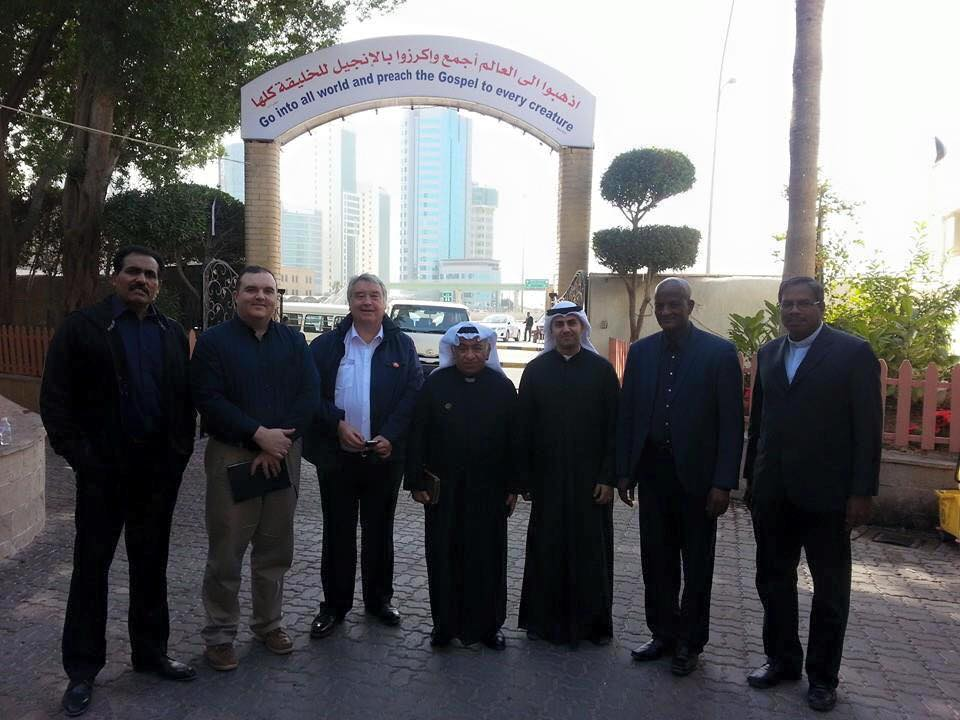
صورة جماعية لرجال الكنيسة الإنجيلية الكويتية قبل التوجه إلى السجون لزيارة السجناء.

الكنيسة الإنجيلية الوطنية في الكويت، هي كنيسة إنجيلية وطنية مقرها الكويت، كما انها عضو في مجلس كنائس الشرق الأوسط. يقدر عدد رعاياه في الكويت بحوالي 15 ألف نسمة.
راعي الكنيسة الحالي هو القس عمانويل غريب وهو كويتي ويعتبر أول قس خليجي معاصر يشغل هذا المنصب، كما أنه أول قس معاصر يرتدي زي الكنيسة إضافة إلى الكوفية خلال أداء الطقوس الدينية. شغل منصب راعي الكنيسة الإنجيلية قبله القس المصري الجنسية نبيل عطا الله. يقدر عدد المسيحين الذين يحملون الجنسية الكويتية في الكويت حوالي 350 شخص.
بدأت هذه الكنيسة عام 1920 عندما أنشأها جماعة البروتستانت أو الانجيلون الأمريكان عقب إنشائهم أول مستشفى أمريكي بالكويت، وأول قسيس عربي رسم لتولي الرعاية فيها هو القس / يوسف عبد النور.

## الموقع
تقع الكنيسة بمنطقة القبلة، شارع الخليج العربي، بجوار مجلس الأمة، خلف المستشفى الأمريكي سابقاً (الأمريكاني).